# Pietro Parolin

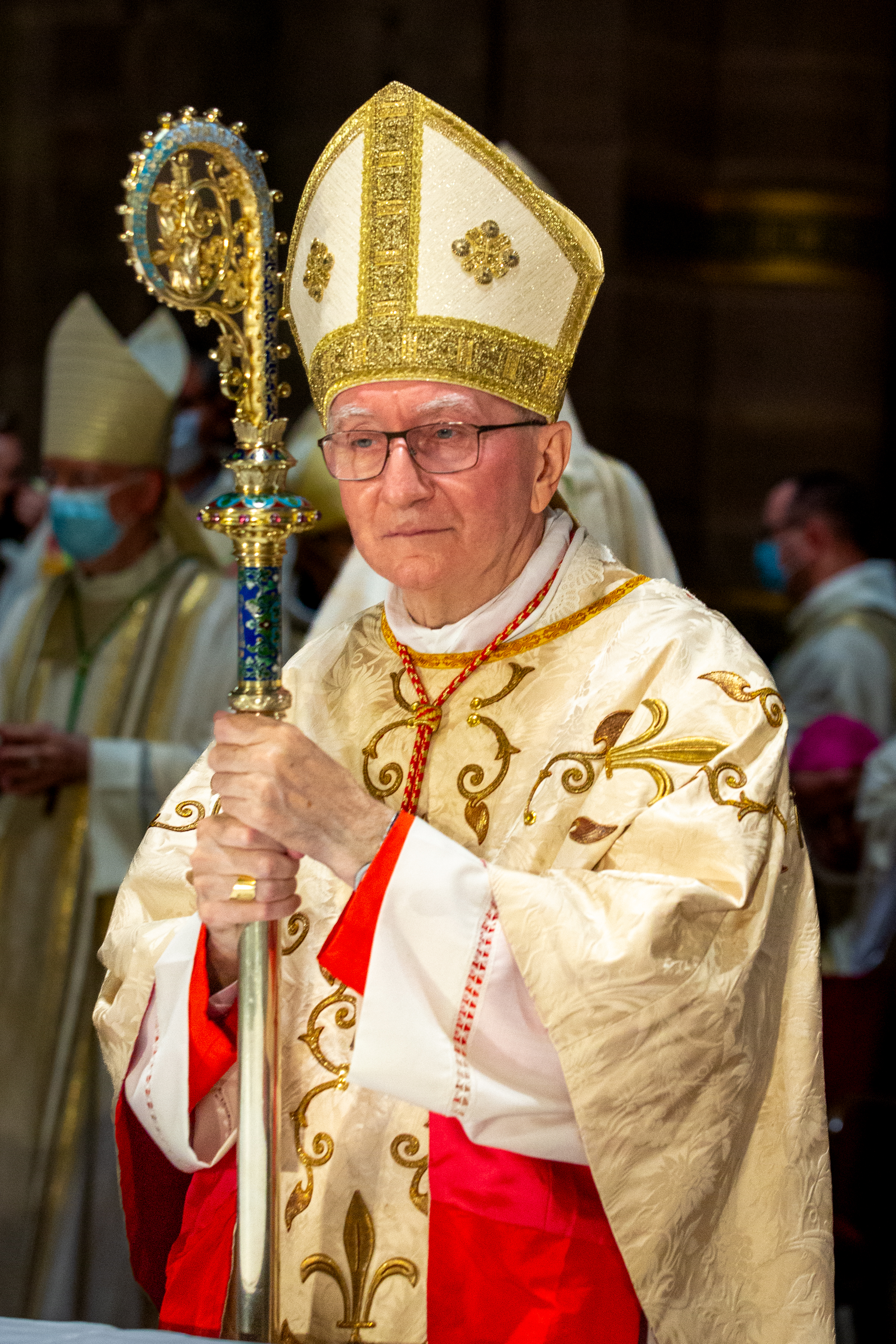
Pietro Kardinal Parolin (2021)

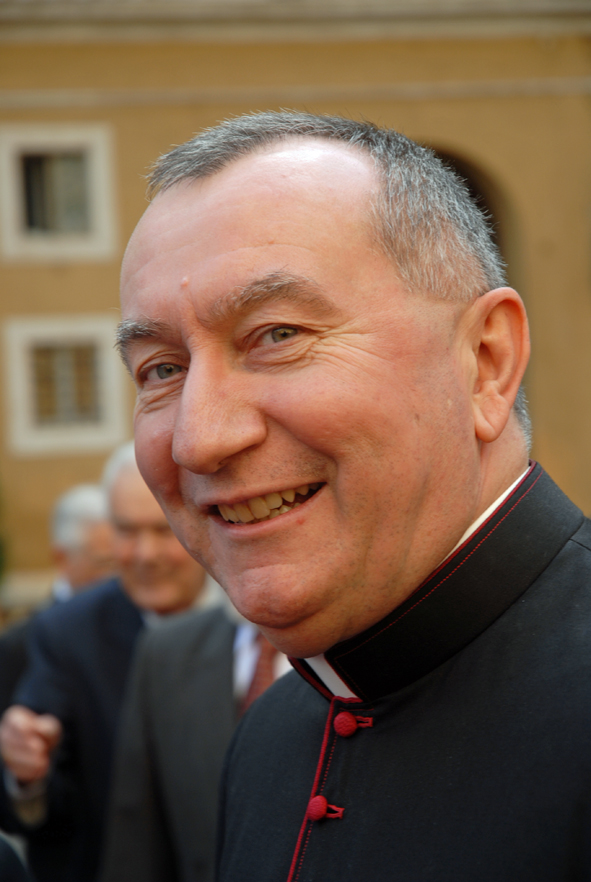
Pietro Parolin (2006)

Wappen von Kurienkardinal Parolin

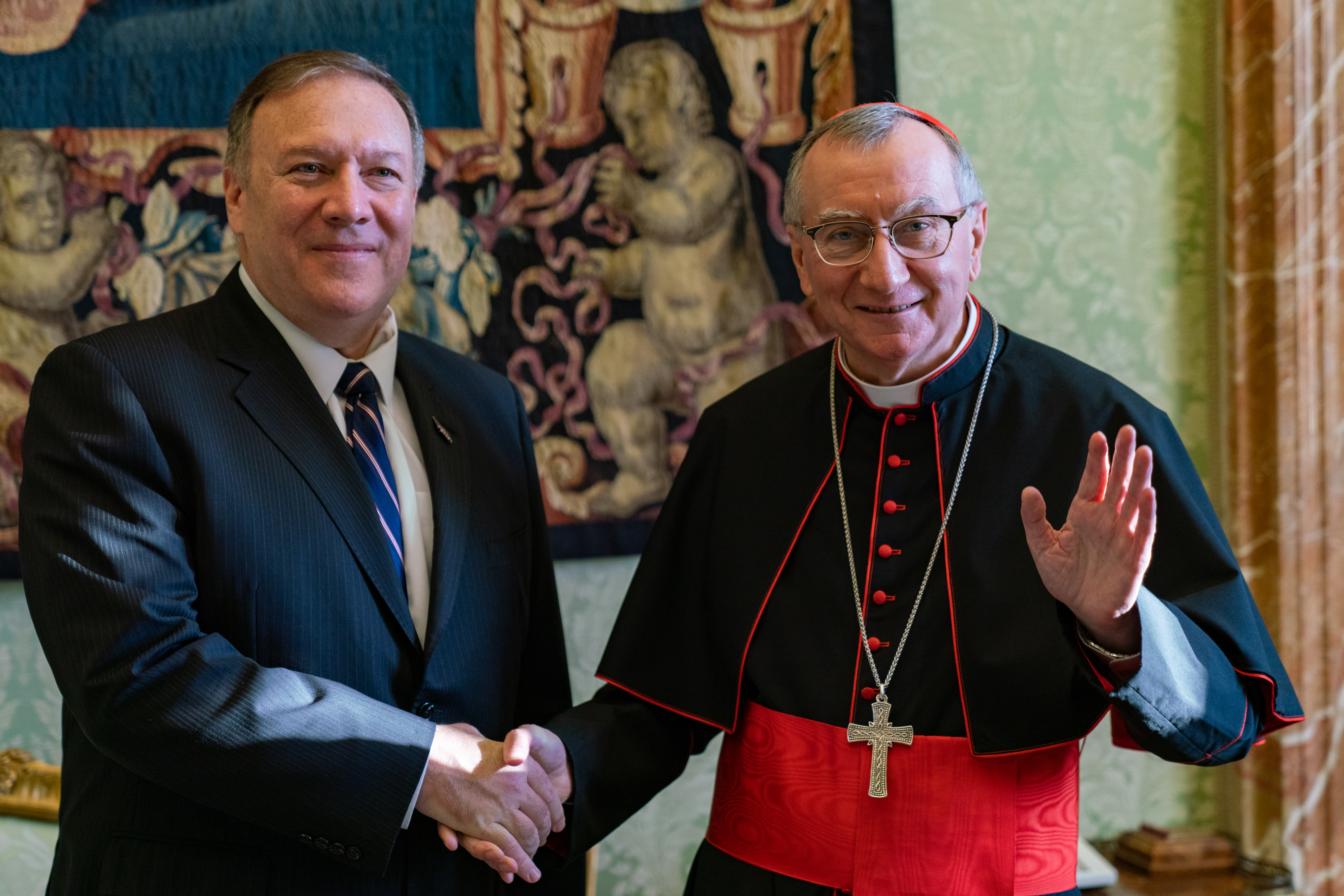
Kardinal Parolin mit US-Außenminister Mike Pompeo (2019)

Pietro Kardinal Parolin [ˈpjetro paroˈliŋ] (* 17. Januar 1955 in Schiavon, Provinz Vicenza, Italien) ist ein römisch-katholischer Kurienkardinal und Diplomat des Heiligen Stuhls. Von Oktober 2013 bis zum Tod von Papst Franziskus am 21. April 2025 war er Kardinalstaatssekretär und wurde am 9. Mai 2025 von Papst Leo XIV. “donec aliter provideatur” (deutsch: „bis anderes verfügt wird“) in diesem Amt bestätigt.

## Leben

### Herkunft und Aufstieg
Nach dem Schulabschluss an einem humanistischen Gymnasium (Liceo classico) in Vicenza trat Pietro Parolin 1969 in das Priesterseminar von Vicenza ein und studierte dort Katholische Theologie und Philosophie. Dieses Studium schloss er mit dem Bakkalaureat der Theologie an der Theologischen Fakultät von Norditalien in Mailand ab. 1979 wurde er zum Diakon geweiht und wirkte anschließend als Seelsorger in der Pfarrei Santissima Trinità in Schio.
Am 27. April 1980 empfing Pietro Parolin durch Bischof Arnoldo Onisto in der Kathedrale von Vicenza das Sakrament der Priesterweihe. Anschließend war er bis 1982 Kaplan in Schio. Von 1984 bis 1986 studierte Parolin an der Päpstlichen Diplomatenakademie und wurde 1986 an der Päpstlichen Universität Gregoriana bei Jean Beyer SJ mit der Arbeit Il sinodo dei vescovi: natura e funzioni („Die Bischofssynode: Wesen und Aufgaben“) zum Doktor des Kanonischen Rechts (Dr. iur. can.) promoviert.
Am 1. Juli 1986 trat Parolin in den diplomatischen Dienst des Heiligen Stuhls ein und wurde zunächst Mitarbeiter in der Apostolischen Nuntiatur in Nigeria. Papst Johannes Paul II. verlieh ihm am 14. Mai 1988 den Ehrentitel Kaplan Seiner Heiligkeit (Monsignore). 1989 wechselte Pietro Parolin an die Apostolische Delegation in Mexiko. 1992 wurde er Nuntiaturrat in der Sektion für die Beziehungen mit den Staaten des Staatssekretariates und war in dieser Funktion vor allem für die Länder Spanien, Andorra, Italien und San Marino zuständig. Am 30. November 2002 wurde er zum Untersekretär der Sektion für die Beziehungen mit den Staaten berufen, fungierte also als stellvertretender Außenminister. Als solcher führte er mehrfach eine Delegation des Heiligen Stuhls an, die seit 1990 Gespräche mit der kommunistischen Regierung in Vietnam aufgenommen hatte, nachdem die diplomatischen Beziehungen im Zuge der kommunistischen Machtübernahme 1975 abgebrochen waren. Ebenso war er für die diplomatischen Verhandlungen zwischen Israel und dem Heiligen Stuhl zuständig.
Am 17. August 2009 ernannte ihn Papst Benedikt XVI. zum Titularerzbischof von Aquipendium und zum Apostolischen Nuntius in Venezuela. Die Bischofsweihe spendete ihm Benedikt XVI. am 12. September desselben Jahres im Petersdom; Mitkonsekratoren waren Kardinalstaatssekretär Tarcisio Bertone SDB und der Präfekt der Kongregation für die Glaubenslehre, William Joseph Kardinal Levada.

### Kardinal und Kardinalstaatssekretär
Am 31. August 2013 ernannte Papst Franziskus Parolin mit Wirkung ab 15. Oktober 2013 zum Nachfolger von Tarcisio Bertone als Kardinalstaatssekretär.
Im feierlichen Konsistorium vom 22. Februar 2014 nahm ihn Papst Franziskus als Kardinalpriester mit der Titelkirche Santi Simone e Giuda Taddeo a Torre Angela in das Kardinalskollegium auf. Zudem nahm ihn Franziskus am 2. Juli desselben Jahres in die Kardinalskommission auf, die ihn bei der geplanten Kurienreform unterstützen soll.
Nach einer Rede des Papstes vor dem EU-Parlament Anfang Dezember 2014 bezeichnete Kardinal Parolin die Europäische Union als „Werkzeug, um Europa Frieden, Wohlstand und einen Platz in der Welt zu sichern“ und äußerte seine Hoffnung, dass sich Europaskeptiker vom europäischen Projekt überzeugen lassen.
Zum Ergebnis des Verfassungsreferendums in Irland 2015 sagte er unter anderem, „ich denke, dass das nicht nur eine Niederlage der christlichen Prinzipien war, sondern auch ein wenig eine Niederlage der Menschheit“.
Im November 2017 kritisierte Kardinal Parolin vor einer Tagung katholischer Gesundheitsexperten das globale Gesundheitssystem. Er erklärte, dass „das Grundrecht auf eine angemessene Gesundheitshilfe für alle Menschen gelten“ und „nicht von wirtschaftlichen, gesellschaftlichen oder rechtlichen Faktoren abhängen“ dürfe.
Papst Franziskus erhob ihn mit Wirkung vom 28. Juni 2018 unter Beibehaltung seiner Titelkirche zum Kardinalbischof. Er gehört der damals vom Papst neu geschaffenen Gruppe jener Kardinalbischöfe an, „welche den Kardinalbischöfen mit suburbikarischem Titel gleichgestellt sind“.
Da sowohl der Dekan Giovanni Battista Re als auch der Subdekan Leonardo Sandri die Altersgrenze von 80 Jahren bereits überschritten hatten und somit nicht mehr zur Papstwahl berechtigt waren, kam Parolin als ranghöchstem wahlberechtigten Kardinalbischof die Aufgabe zu, das Konklave 2025 zu leiten. Er wurde dabei in der Öffentlichkeit selbst als ein möglicher Nachfolger auf das Papstamt gehandelt; schließlich wurde jedoch Leo XIV. gewählt.
Parolin spricht neben seiner Muttersprache Italienisch auch Französisch, Englisch und Spanisch fließend. Er vertrat den Papst mehrfach als dessen Legat, unter anderem bei den Feierlichkeiten zur Krönung des thailändischen Königs Rama X. vom 4. bis 6. Mai 2019 in Bangkok.
Im Oktober 2020 wurde Kardinal Parolin bei der Neubesetzung des Kardinalrats für das IOR nicht mehr berücksichtigt, was zu vielfachen Spekulationen führte.
Im Dezember 2020 musste sich Parolin einem chirurgischen Eingriff an der Prostata unterziehen. Nach einem einwöchigen Krankenhausaufenthalt konnte er seine Arbeit als Kardinalstaatssekretär wieder aufnehmen.
Im Februar 2024 äußerte sich Kardinal Parolin zum Krieg in Israel und dem Gazastreifen und fordert, Israels Recht auf Selbstverteidigung müsse „verhältnismäßig sein“, was es „mit mehr als 30.000 Toten sicher nicht“ sei. Seine Äußerung wurde von der Zeitung La Stampa als Schrittwechsel der vatikanischen Diplomatie gewertet und zeigte laut der Zeitung die Entschlossenheit des Papstes, den Krieg zu beenden. Von israelischer Seite wurden Parolins Äußerungen kritisch gesehen. Wenige Monate zuvor hatte er den Angriff der Hamas auf Israel als „schrecklich und verabscheuungswürdig“ verurteilt.
Für das Konklave 2025, das er als höchstrangiger Kardinalbischof unter 80 Jahren leitete, galt Parolin nicht nur als papabile, er wurde von zahlreichen Buchmachern sogar als Favorit geführt. Unbestätigten Mitteilungen zufolge soll er sogar zu Beginn des Konklaves an Stimmen voran gelegen sein.

## Ehrungen
- 2004: Offizier des Sterns von Rumänien
- 2005: Großkreuz des Verdienstordens der Italienischen Republik
- 2009: Großes Verdienstkreuz des Verdienstordens der Bundesrepublik Deutschland für seinen Einsatz im Rahmen der Beziehungen zwischen Deutschland und dem Heiligen Stuhl[27]
- Offizier des Ordens der Heiligen Mauritius und Lazarus
- 2015: Collane des Sterns von Rumänien
- 2021: Großkreuz des Drei-Sterne-Ordens
- 2023: Ritter des Annunziaten-Ordens[28]

## Mitgliedschaften
- Kongregation für die Bischöfe (seit 2013)
- Kongregation für die Glaubenslehre (seit 2013)[29]
- Kongregation für die orientalischen Kirchen (seit 2014)
- Kongregation für die Evangelisierung der Völker (seit 2014)
- Kongregation für den Gottesdienst und die Sakramentenordnung (seit 2016)[30]

## Schriften
- Der Stellenwert der Religionsfreiheit aus Sicht der katholischen Kirche. In: zur debatte. Zeitschrift der Katholischen Akademie in Bayern. 1, 2008, S. 6f.